# Paraceliptera codo
Paraceliptera codo là một loài bướm đêm trong họ Erebidae.